# Dihymenonyx micropterus
Dihymenonyx micropterus är en skalbaggsart som beskrevs av José E. Mondaca 2007. Dihymenonyx micropterus ingår i släktet Dihymenonyx och familjen Melolonthidae. Inga underarter finns listade i Catalogue of Life.